# Notre-Dame de la Lumière
Notre-Dame de la Lumière est le nom donné par les Églises catholique et orthodoxe à une icône représentant la Vierge-Marie tenant en ses bras l'Enfant-Jésus, qui aurait suinté de l'huile à partir de 2010 au domicile d'une famille turque orthodoxe à Garges-lès-Gonesse. Le Patriarcat de l'Église grecque-orthodoxe d'Antioche a constaté le phénomène.

## Historique
Le 12 février 2010, alors Grand Carême de Pâques pour l'Église orthodoxe, la Sainte-Vierge se serait manifestée par le suintement d'huile pure d'une icône la représentant, sous la vocable de Notre-Dame de la Lumière, au domicile de Esat et Sevim Altindagoglu, une famille turque orthodoxe pratiquante, à Garges-lès-Gonesse, en banlieue parisienne. 
Depuis, de nombreux fidèles et curieux viennent à Garges-lès-Gonesse pour y voir l'icône. Des messes y ont été célébrées et de nombreux prêtres catholiques, orthodoxes et coptes viennent régulièrement au domicile de Esat et Sevim. 
Tel les phénomènes de Notre-Dame de Soufanieh (Damas, Syrie), ceux-ci sont considérés comme des messages célestes réclamant l'unité des chrétiens d'Orient et d'Occident.

## Reconnaissance
Le 9 mars 2010, lors d'un synode, les évêques orthodoxes de France, publient un communiqué. Celui-ci indique que le suintement de l'icône fut bien d'origine céleste, mais que les fidèles doivent garder leur distance pour ne pas transformer cette manifestation mariale en publicité humaine.